# إلوي (أريزونا)
إلوي (بالإنجليزية: Eloy, Arizona) هي مدينة تقع في مقاطعة بينال، أريزونا بولاية أريزونا في الولايات المتحدة. تأسست عام 1949، تبلغ مساحتها 185.6 (كم²)، وترتفع عن سطح البحر 474 م، بلغ عدد سكانها 11896 نسمة في عام 2007 حسب إحصاء مكتب تعداد الولايات المتحدة وتصل الكثافة السكانية فيها 58.5 نسمة/كم2.

## التركيبة السكانية
حدّد مكتب تعداد الولايات المتحدة بيانات التركيبة السكانية لإلوي في تعداد الولايات المتحدة. في ما يلي، التركيبة السكانية حسب تعدادي 2000 و2010.

### تعداد عام 2000
بلغ عدد سكان إلوي 10,375 نسمة بحسب تعداد عام 2000، وبلغ عدد الأسر 2,492 أسرة وعدد العائلات 1,989 عائلة مقيمة في المدينة. في حين سجلت الكثافة السكانية 35.3 نسمة لكل كيلومتر مربع (91.4/ميل2). وبلغ عدد الوحدات السكنية 2,734 وحدة بمتوسط كثافة قدره 9.3 لكل كيلومتر مربع (24.1/ميل2).
وتوزع التركيب العرقي للمدينة بنسبة 52.70% من البيض و5.32% من الأمريكيين الأفارقة و4.48% من الأمريكيين الأصليين و1.20% من الأمريكيين ذوي الأصول الآسيوية و0.11% من سكان جزر المحيط الهادئ و31.48% من الأعراق الأخرى و4.71% من عرقين مختلطين أو أكثر و74.38% من الهسبانيون أو اللاتينيون من أي عرق.
بلغ عدد الأسر 2,492 أسرة كانت نسبة 58.2% منها لديها أطفال تحت سن الثامنة عشر تعيش معهم، وبلغت نسبة الأزواج القاطنين مع بعضهم البعض 49.4% من أصل المجموع الكلي للأسر، ونسبة 21.9% من الأسر كان لديها معيلات من الإناث دون وجود شريك، بينما كانت نسبة 8.5% من الأسر لديها معيلون من الذكور دون وجود شريكة وكانت نسبة 20.2% من غير العائلات. تألفت نسبة 15.5% من أصل جميع الأسر من عدة أفراد يعيشون في نفس المنزل ونسبة 6.3% كانت تتألف من شخص يعيش بمفرده يبلغ من العمر 65 عاماً أو أكثر. وبلغ متوسط حجم الأسرة المعيشية 3.57، أما متوسط حجم العائلات فبلغ 3.94.
بلغ العمر الوسطي للسكان 27.5 عاماً. وكانت نسبة 33.7% من القاطنين تحت سن الثامنة عشر، وكانت نسبة 9.5% بين الثامنة عشر والرابعة والعشرين عاماً، ونسبة 22.5% كانت واقعةً في الفئة العمرية ما بين الخامسة والعشرين والرابعة والأربعين عاماً، ونسبة 13.6% كانت ما بين الخامسة والأربعين والرابعة والستين، ونسبة 6.2% كانت ضمن فئة الخامسة والستين عاماً فما فوق. يوجد لكل 100 أنثى 103.4 ذكر، ويوجد لكل 100 أنثى في الثامنة عشر من عمرها فما فوق 100.1 ذكر.
بلغ متوسط دخل الأسرة في المدينة 26,518 دولارًا، أما متوسط دخل العائلة فبلغ 28,494 دولارًا. وكان متوسط دخل الذكور 25,295 دولارًا مقابل 21,088 دولارًا للإناث. وسجل دخل الفرد الخاص بالمدينة 9,194 دولارًا. وكانت نسبة 27.9% من العائلات ونسبة 31.9% من السكان تحت خط الفقر، وكان من هؤلاء نسبة 36.2% تحت سن الثامنة عشر ونسبة 24.6% في الخامسة والستين من العمر وما فوق.

### تعداد عام 2010
بلغ عدد سكان إلوي 16,631 نسمة بحسب تعداد عام 2010، وبلغ عدد الأسر 2,984 أسرة وعدد العائلات 2,290 عائلة مقيمة في المدينة. في حين سجلت الكثافة السكانية 56.5 نسمة لكل كيلومتر مربع (146.3/ميل2). وبلغ عدد الوحدات السكنية 3,691 وحدة بمتوسط كثافة قدره 12.6 لكل كيلومتر مربع (32.6/ميل2).
وتوزع التركيب العرقي للمدينة بنسبة 41.22% من البيض و10.13% من الأمريكيين الأفارقة و3.43% من الأمريكيين الأصليين و4.54% من الأمريكيين ذوي الأصول الآسيوية و5.76% من سكان جزر المحيط الهادئ و31.88% من الأعراق الأخرى و3.03% من عرقين مختلطين أو أكثر و58.01% من الهسبانيون أو اللاتينيون من أي عرق.
بلغ عدد الأسر 2,984 أسرة كانت نسبة 43.6% منها لديها أطفال تحت سن الثامنة عشر تعيش معهم، وبلغت نسبة الأزواج القاطنين مع بعضهم البعض 46.6% من أصل المجموع الكلي للأسر، ونسبة 22.3% من الأسر كان لديها معيلات من الإناث دون وجود شريك، بينما كانت نسبة 7.9% من الأسر لديها معيلون من الذكور دون وجود شريكة وكانت نسبة 23.3% من غير العائلات. تألفت نسبة 18.5% من أصل جميع الأسر من عدة أفراد يعيشون في نفس المنزل ونسبة 6.7% كانت تتألف من شخص يعيش بمفرده يبلغ من العمر 65 عاماً أو أكثر. وبلغ متوسط حجم الأسرة المعيشية 3.13، أما متوسط حجم العائلات فبلغ 3.53.
بلغ العمر الوسطي للسكان 32.7 عاماً. وكانت نسبة 17.9% من القاطنين تحت سن الثامنة عشر، وكانت نسبة 14.1% بين الثامنة عشر والرابعة والعشرين عاماً، ونسبة 40% كانت واقعةً في الفئة العمرية ما بين الخامسة والعشرين والرابعة والأربعين عاماً، ونسبة 21.5% كانت ما بين الخامسة والأربعين والرابعة والستين، ونسبة 6.5% كانت ضمن فئة الخامسة والستين عاماً فما فوق. وتوزع التركيب الجنسي للسكان بنسبة 70% ذكور و30% إناث.

## أعلام
- ليفي جونز
- ريكي نيلسون
- آنا ماريا تشافيز

## وصلات خارجية
- https://web.archive.org/web/20140402021432/http://www.eloyaz.org/